# Bullenberg (Rosow)
Der Bullenberg ist eine 44 m ü. NHN hohe Erhebung der Uckermark in Brandenburg.

## Lage und Umgebung
Der Berg liegt auf der Gemarkung von Rosow, einem Ortsteil der Gemeinde Mescherin im Landkreis Uckermark in Brandenburg. Er befindet sich im Übergangsbereich der beiden Landschaften Uckermark im Westen und Untere Odertalniederung im Osten.
Die Bundesstraße 2 verläuft auf der Ostseite der Erhebung in Nord-Süd-Richtung. Zwischen dieser Straße und der Bergkuppe wurde ein Teil der Höhe abgebaut. In der dadurch entstandenen Grube befindet sich die ehemalige Bauschuttdeponie Rosow, in der früher Klärschlämme eines ehemaligen Trockenwerkes in Tantow eingelagert wurden. Die Deponie wurde in den Jahren 2006 und 2007 saniert.